# Лансиквот, Имани-Лара
Имани-Лара Лансиквот (англ. Imani-Lara Lansiquot; род. 17 декабря 1997, Peckham) — британская легкоатлетка, специализирующаяся в спринте, чемпионка Европы, призёр мировых и континентальных первенств в эстафетных дисциплинах.

## Биография
Лансиквот родилась в Пекхэме и впервые пробежала 100 метров за 12 секунд в 15-летнем возрасте, выиграв чемпионат Суррейских школ за 11,98 секунд в июне 2013 года и выиграв чемпионат английских школ за 11,91 секунд в июле 2013 года.
Лансиквот пробежала за 11,56 секунды в своем забеге на чемпионате Европы среди юниоров 2015 года, прежде чем финишировать пятой в финале с результатом 11,74. Затем она завоевала золотую медаль в эстафете 4×100 метров. В следующем году она пробежала 11,17 секунды в своем забеге на чемпионате мира до 20 лет 2016 года, заняв второе место в списке рекордсменов Великобритании в возрасте до 20 лет после Дины Ашер-Смит. Заняла четвёртое место в финале с результатом 11,37 секунды. Также заняла четвёртое место в финале на дистанции 100 метров на чемпионате Европы до 23 лет 2017 года с результатом 11.58.
На Юбилейных играх 2018 года в Лондоне Лансиквот пробежала за 11,19 секунды, показав лучший результат сезона, в финале улучшила свой личный рекорд до 11,11, переместившись на шестое место в списке рекордсменов Великобритании. Заняла восьмое место в британском списке рекордсменов на дистанции 60 метров с результатом 7,21 секунды.
В августе 2018 года на чемпионате Европы в Берлине Лансиквот финишировала шестой в финале на 100 метров со временем 11,14 секунды, а затем завоевал золотую медаль в эстафете 4×100 метров.
Лансиквот улучшила свой результат на 100 метрах пробежав за 11,09 секунды 30 июня 2019 года и заняла четвёртое место в британском списке рекордсменов всех времен.
На чемпионате мира 2019 года в Дохе дошла до полуфинала на 100 метров и пробежала за 11,35 секунды. Выиграла серебряную медаль в эстафете 4×100 м, где бежала в забегах, прежде чем была вынуждена сняться с финала из-за травмы.
В 2020 году она стала чемпионкой Великобритании, выиграв 100 метров на чемпионате Великобритании по легкой атлетике 2020 года со временем 11,26 сек.